# Atletica leggera ai III Giochi del Mediterraneo
Le competizioni di atletica leggera ai III Giochi del Mediterraneo si svolsero dall'11 al 23 ottobre 1959, presso lo Stadio Città dello Sport Camille Chamoun di Beirut, in Libano.

## Podi

### Uomini
| Evento                 | Oro                                                        | Prestazione | Argento                                                                   | Prestazione | Bronzo                                                                             | Prestazione |
| Corse piane            |                                                            |             |                                                                           |             |                                                                                    |             |
| 100 m                  | Abdoulaye Seye                                             | 10"3        | Paul Genevay                                                              | 10"6        | Alain David                                                                        | 10"6        |
| 200 m                  | Paul Genevay                                               | 20"9        | Nikolaos Georgopoulos                                                     | 21"5        | Bernard Cahen                                                                      | 21"8        |
| 400 m                  | Viktor Šnajder                                             | 47"1        | Hassan Ahmed Ragab                                                        | 48"3        | Vassilios Syllis                                                                   | 48"7        |
| 800 m                  | Pierre-Yvon Lenoir                                         | 1'55"4      | Tomás Barris                                                              | 1'55"8      | Evangelos Depastas                                                                 | 1'56"1      |
| 1 500 m                | Tomás Barris                                               | 3'50"6      | Jean Clausse                                                              | 3'51"8      | Evangelos Depastas                                                                 | 3'52"6      |
| 5 000 m                | Robert Bogey                                               | 14'31"0     | Luis García                                                               | 14'32"6     | Carlos Pérez                                                                       | 14'45"0     |
| 10 000 m               | Hamoud Ameur                                               | 30'19"2     | Saïd Gerouani Benmoha                                                     | 30'22"4     | Luis García                                                                        | 30'24"2     |
| Corse a ostacoli       |                                                            |             |                                                                           |             |                                                                                    |             |
| 110 m ostacoli         | Georgios Marsellos                                         | 14"5        | Marcel Duriez                                                             | 14"5        | Emilio Campra                                                                      | 15"4        |
| 400 m ostacoli         | Fahir Özgüden                                              | 53"4        | Mongi Soussi Zarrouki                                                     | 54"1        | Abdel Moneim Abdallah                                                              | 54"4        |
| 3000 m siepi           | Georgios Papavassiliou                                     | 9'04"0      | Manuel Augusto Alonso                                                     | 9'06"2      | Franc Hafner                                                                       | 9'09"6      |
| Staffette              |                                                            |             |                                                                           |             |                                                                                    |             |
| 4×100 m                | Francia Bernard Cahen Alain David Paul Genevay Ali Brakchi | 41"5        | Grecia                                                                    | 41"7        | Spagna Emilio Francisco Campra José Luis Martínez Jesus Rancaño José Luis Albarran | 42"2        |
| 4×400 m                | Grecia                                                     | 3'15"0      | Francia Paul Genevay Jean-Pierre Goudeau Jean Bertozzi Pierre-Yvon Lenoir | 3'15"4      | Rep. Araba Unita                                                                   | 3'17"6      |
| Prove su strada        |                                                            |             |                                                                           |             |                                                                                    |             |
| Maratona               | Bakir Benaïssa                                             | 2h24'15"    | Miguel Navarro                                                            | 2h27'28"    | Mahmoud Abd El Krim                                                                | 2h35'04"    |
| Marcia 20 km           | Georges Attané                                             | 1h43'17"    | Stavros Chatzilaious                                                      | 1h50'19"    | Non attribuita                                                                     |             |
| Salti                  |                                                            |             |                                                                           |             |                                                                                    |             |
| Salto in lungo         | Ali Brakchi                                                | 7,59 m      | Dimitrios Maglaras                                                        | 7,44 m      | Manuel González                                                                    | 7,24 m      |
| Salto triplo           | Éric Battista                                              | 15,82 m     | Marc Rabemila                                                             | 15,47 m     | Mahmoud Atef Abdel Fattah                                                          | 15,04 m     |
| Salto in alto          | Maurice Fournier                                           | 1,99 m      | Çetin Sahiner                                                             | 1,96 m      | Michel Hermann                                                                     | 1,90 m      |
| Salto con l'asta       | Rigas Efstathiadis                                         | 4,10 m      | Fernando Adarraga                                                         | 3,80 m      | Farid Hanna                                                                        | 3,80 m      |
| Lanci                  |                                                            |             |                                                                           |             |                                                                                    |             |
| Getto del peso         | Georgios Tsakanikas                                        | 16,97 m     | Antonios Kounadis                                                         | 15,12 m     | Shebel Hassan Farag                                                                | 14,95 m     |
| Lancio del disco       | Antonios Kounadis                                          | 55,02 m     | Dako Radoševic                                                            | 54,01 m     | Georgios Tsakanikas                                                                | 47,88 m     |
| Lancio del martello    | Krešimir Racic                                             | 62,26 m     | Frangiskos Politis                                                        | 55,44 m     | Andreas Kouvelogiannis                                                             | 53,31 m     |
| Lancio del giavellotto | Léon Syrovatski                                            | 74,10 m     | Božidar Miletic                                                           | 73,80 m     | Myron Anyfandakis                                                                  | 68,80 m     |
| Prove multiple         |                                                            |             |                                                                           |             |                                                                                    |             |
| Decathlon              | Jože Brodnik                                               | 6 581 p.    | Georgios Marsellos                                                        | 5 908 p.    | Mohamed Sayed Zaki                                                                 | 5 816 p.    |

## Medagliere
| Posizione | Paese            | Oro | Argento | Bronzo | Totale |
| --------- | ---------------- | --- | ------- | ------ | ------ |
| 1         | Francia          | 11  | 5       | 3      | 19     |
| 2         | Grecia           | 6   | 7       | 6      | 19     |
| 3         | Jugoslavia       | 3   | 2       | 1      | 6      |
| 4         | Spagna           | 1   | 5       | 5      | 11     |
| 5         | Marocco          | 1   | 1       | 0      | 2      |
| 5         | Turchia          | 1   | 1       | 0      | 2      |
| 7         | Rep. Araba Unita | 0   | 1       | 7      | 8      |
| 8         | Tunisia          | 0   | 1       | 0      | 1      |
| Totale    | Totale           | 23  | 23      | 22     | 68     |